# 三星 (天文)
三星在中國古代天文學上是指視覺上三顆明亮而接近的三顆恆星，如參宿三星（在獵戶座，參宿一、二、三）、心宿三星（在天蝎座，心宿一、二、三）等，但實際上多為沒有實際聯繫的三顆不同系統恆星。
據朱文鑫《天文考古錄》研究：《詩經·唐風·綢繆》首章「綢繆束薪，三星在天」指的就是參宿三星。